# Amando Ivančić
Amando Ivančić (deutsch Amandus Ivanschiz; getauft am 24. Dezember 1727 in Wiener Neustadt als Matthias Leopold Ivančić; † 1758 wahrscheinlich in Mariatrost, Graz) war ein österreichischer Komponist und Paulinermönch kroatischer Abstammung. Sein Vater war Mathias Josephus Ivančić, ein Burgenlandkroate aus Baumgarten.

## Leben
Über das Leben Amando Ivančić’ ist sehr wenig bekannt. Ivančić trat 1743 in Wiener Neustadt dem Paulinerorden bei und nahm den Ordensnamen Amandus an. Ab 1755 lebte er im Kloster Maria Trost bei Graz. Er hatte enge Kontakte zu den Jesuiten der Domkirche St. Ägidius in Graz, für die er komponierte.
Der Stil seiner Kompositionen ist teilweise der Wiener Klassik zuzuordnen, zum Teil auch der Barockmusik. Amando Ivančić komponierte unter anderem 22 Sinfonien, 16 Kammerwerke, 21 Messen und sieben Oratorien. Es gibt eine Reihe von Audio-CDs mit der Musik von Amando Ivančić.

## Werkverzeichnis (Auswahl)
- Symphonie in G-Dur
- Missa Solemnis
- Regina Coeli
- Salve Regina
- Litania de Beata Maria Virgine